# لي هارتمان
لي هارتمان (بالإنجليزية: Lee Hartman)‏ هو رسام رسوم متحركة أمريكي، ولد في 27 فبراير 1930، وتوفي في 24 ديسمبر 2012.

## وصلات خارجية
- لي هارتمان على موقع IMDb (الإنجليزية)
- لي هارتمان على موقع قاعدة بيانات الفيلم (الإنجليزية)